# Said-Muhmat Amaev

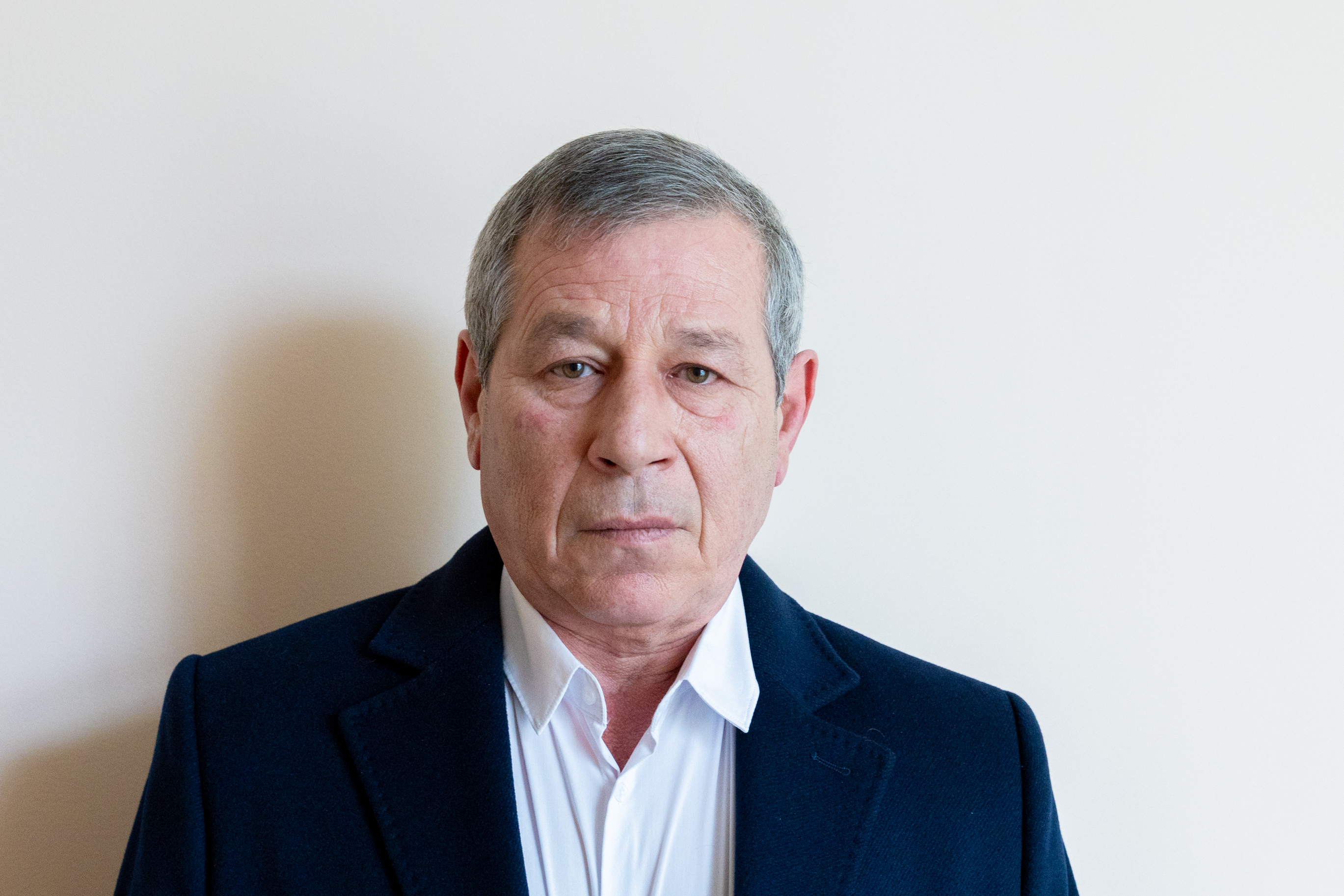
Said-Muhmat Amaev (2024)

Said-Muhmat Amaev (* 30. August 1960 in Tschetscheno-Inguschetien, Sowjetunion) ist ein Politiker der Partei der Kommunisten der Republik Moldau (PCRM) in der Republik Moldau, der seit 2024 Mitglied des Parlaments ist.

## Leben
Said-Muhmat Amaev, der tschetschenischer Volkszugehörigkeit ist, war als Gewichtheber aktiv und lebte zunächst in der Moldauischen Sozialistischen Sowjetrepublik zunächst in Chișinău und anschließend in Bălți. Er absolvierte ein Studium der Rechtswissenschaften an der Modernen Universität für Geisteswissenschaften in Moskau und ist seit dem 1. September 2000 als Sportlehrer und Trainer an der Sportschuleinrichtung „Boris Petuhov“ in Bălți tätig. Daneben begann er 2009 ein Studium an der Staatlichen Universität für Leibeserziehung und Sport, welches er 2014 beendete. Sein politisches Engagement für die Partei der Kommunisten der Republik Moldau PCRM (Partidul Comuniștilor din Republica Moldova) begann er in der  Kommunalpolitik und war zwischen dem 1. August 2013 und 2015 Mitglied des Stadtrates von Bălți. Er absolvierte zwischen dem 15. Oktober 2020 und dem 15. Oktober 2021 noch ein postgraduales Studium mit Schwerpunkt Sporttraining.
Amaev wurde für die PCRM innerhalb des Wahlbündnisses Blocul electoral al Comuniștilor și Socialiștilor (BCS) als Nachrücker von Adrian Lebedinschi am 5. März 2024 Mitglied des Parlaments (Parlamentul Republicii Moldova) und ist derzeit Mitglied der Kommission für Landwirtschaft und Lebensmittelindustrie (Comisia agricultură și industrie alimentară). Darüber hinaus engagiert er sich in der Freundschaftsgruppe mit der Schweizerischen Eidgenossenschaft, der Freundschaftsgruppe mit der Russischen Föderation, der Freundschaftsgruppe mit Japan, der Freundschaftsgruppe mit dem Königreich Norwegen sowie der Freundschaftsgruppe mit dem Königreich Spanien.